# Ujivka, Cervonoarmiisk
Ujivka (în ucraineană Ужівка) este un sat în comuna Koșelivka din raionul Cervonoarmiisk, regiunea Jîtomîr, Ucraina.

## Demografie
Componența lingvistică a localității Ujivka
     Ucraineană (100%)
Conform recensământului din 2001, toată populația localității Ujivka era vorbitoare de ucraineană (100%).